# Ержебет Галгоци
Ержебет Галгоци (мађ. Galgóczi Erzsébet; Ђер, 27. август 1930 – Ђер, 20. мај 1989), добитница Кошутове награде, мађарска књижевница, сценариста, члан парламента (1980–1985).

## Живот
Основну школу завршила је у родном селу, а средњу школу од 1941. до 1945. године у Ђеру. Између 1945. и 1949. године похађала је учитељску школу у Ђеру као студент народне школе. Дипломирала је 1949. године. Желела је да настави студије на Академији драме у Будимпешти, али јој родитељи то нису дозволили. Исте године уписала се на Факултет уметности Универзитет у Будимпешти, али је након неколико недеља прекинула студије и запослила се као стругар у Ђерској фабрици карија и машина. Између 1950. и 1955. студирала је драматургију на Академији сценских уметности у Будимпешти. Своје лезбејство није могла отворено испољи због тадашњег јавног морала, али се и овом темом бавила у својим делима из седамдесетих година 20. века.  У свету уметности било је познато да је имала везу са глумицом Хилдом Гоби.  8. јуна 1980. године изабрана је за посланика у Скупштини округа Ђер-Шопрон у својој изборној јединици, и обављала је мандат до 1985. Године 1989. преминула је неочекивано од срчаног удара 20. маја у Ђеру, у кући својих родитеља.

## Књижевни рад
Стварала је у многим жанровима, поред романа и приповетки, писала је и драме, аудиодраме, социографске радове и репортаже. Током 1950-их и 1960-их, објављивање њених дела стално је ометала политичка моћ, јер је препознала њихову моћ и истину. Међутим, током 70-их и 80-их година постала је успешан и популаран писац. Њен највећи успех пожњео је роман Vidravas (Ступица) (1984). У свом кратком роману Törvényen belül (У границама закона) (1980). тематизирала је лезбејство. Филм по сценарију насталом по тој књизи режирао је Карољ Мак. Филм под насловом Egymásra nézve (Лицем у лице) је снимљен 1982.

## Њен основни проблем
Као изванредан таленат и посвећени присталица социјализма-модернизације, суочила се са негативним друштвеним ефектима колективизације пољопривреде заступајући хуману сељачку политику и политику уопште против сељачког рада који сакати људски живот. Сва њена дела покушавају да разумеју и опишу тројство човечнијег живота и политичке моћи, као и људску ситничавост. Она извештава о сукобима модернизације сељачког друштва са аутентичношћу без премца у мађарској књижевности.

## Њена главна дела
- Egy kosár hazai (Корпа завичаја), (приче, 1953)
- Félúton (На пола пута), (кратка прича, 1962)
- Ott is csak hó van (И тамо има само снега), (кратке приче, 1961)
- Öt lépcső felfele (Пет корака горе), (приче, 1965)
- Kegyetlen sugarak (Окрутни зраци), (извештаји, 1966)
- Fiú a kastélyból (Дечак из замка), (приче, ТВ игра, 1968)
- Nádtetős szocializmus (Сламнати социјализам), (извештаји, 1970)
- Kinek a törvénye? (Чији је то закон?), (кратке приче, 1971)
- Pókháló (Паукова мрежа), (роман, 1972)
- A főügyész felesége (Жена државног тужиоца), (драме, 1974)
- Bizonyíték nincs (Нема доказа), (приче, 1975)
- A közös bűn (роман, 1976)
- A vesztes nem te vagy (Ти ниси губитник), (кратке приче, 1976, 1978)
- Közel a kés (Крај ножа), (приче, 1978)
- Úszó jégtábla (Плутајући ледени покривач), (звучни ефекти, 1978)
- Törvényen kivül és belül (Изван закона и унутар закона), (кратке приче, 1980)
- Cogito, (приповетке, 1979)
- Ez a hét még nehéz lesz (Ова недеља ће бити тешка), (кратке приче, 1981)
- Vidravas (Видра), (роман, 1984) [4]
- Idegen a faluban (Странац на селу), (приче, приповетке, 1984)
- A Törvény szövedéke (Мрежа закона), (извјештаји, 1988)
- Kettősünnep (Двострука гозба), (кратке приче, 1989)
- Fogódzó nélkül (Без домаћина), (кратке приче, 1994)
- Mama öltözik. Válogatott elbeszélések (Мама се облачи. Одабрани наративи), (1999).
- Megszállt országban (Окупирана земља), (2005)

## Репродукције, филмови, ТВ и аудио репродукције

### Драме
- A főügyész felesége (Жена државног тужиоца), (Tragédia, Кечкемет, 1970)
- Kinek a törvénye? (Чији је то закон?), (Színmű, Ђер, 1976)
- Vidravas (Ступица), (Színmű, Будимпешта, 1989)

### Филмови
- Félúton (На пола пута), (1962)
- Pókháló (Паукова мрежа), (1974)
- Tizenegy több, mint három, (1976)
- A közös bűn, (1978)
- Kinek a törvénye? (Чији је то закон?), (1979)
- Egymásra nézve (Гледамо једни друге), (1982)

### ТВ игрице
- Aknamező (1968)
- Régen volt háború (1969)
- Bizonyíték nincs (1973)
- Férfiak, akiket nem szeretnek
- A sírásó (1977)
- Úszó jégtáblák (1979)
- Használt koporsó (1979)
- Hínár (1981)
- Bolondnagysága (1982)
- Szent Kristóf kápolnája (1984)
- Magyar karrier (1988)
- Fiú a kastélyból

### Звучне игре
- A menedék (1971)
- Hálóban (1974)
- Használt koporsó (1975)
- Közös bűn (1977)
- Úszó jégtábla (1977)
- Vesztesek (1977) [5]
- Közel a kés (1980)
- A kápolna titka (1983)